# Opuntia montevideensis
Opuntia montevideensis ist eine Pflanzenart in der Gattung der Opuntien (Opuntia) aus der Familie der Kakteengewächse (Cactaceae). Das Artepitheton montevideensis verweist auf das Vorkommen der Art auf den Hügeln um Montevideo.

## Beschreibung
Opuntia montevideensis wächst strauchig mit mehreren niederliegenden bis etwas aufrechten Zweigen und erreicht Wuchshöhen von bis zu 50 Zentimeter sowie Durchmesser von 75 Zentimeter. Die eiförmigen bis elliptischen Triebabschnitte sind 7 bis 10 Zentimeter lang und bis zu 4,5 Zentimeter breit. Die Areolen sind unauffällig. Aus ihnen entspringen ein bis drei kräftige, bis zu 3 Zentimeter lange Mitteldornen sowie zwei bis vier borstenartige, dünne, an der Trieboberfläche anliegende, weißliche Randdornen.
Die orangefarbenen Blüten weisen eine Länge von bis zu 3,5 Zentimeter auf. Die purpurfarbenen keulenförmigen Früchte erreichen eine Länge von bis zu 4 Zentimeter.

## Verbreitung und Systematik
Opuntia montevideensis ist in Uruguay verbreitet.
Die Erstbeschreibung durch Carlos Luis Spegazzini wurde 1905 veröffentlicht.

## Nachweise